# کوری گریوز
کوری گریوز (انگلیسی: Corey Graves؛ زادهٔ ۲۴ فوریهٔ ۱۹۸۴) کشتی‌گیر کشتی حرفه‌ای، بازیگر، و مجری تلویزیون اهل ایالات متحده آمریکا است.
از فیلم‌ها یا برنامه‌های تلویزیونی که وی در آن نقش داشته‌است می‌توان به دبلیودبلیوئی راو اشاره کرد.